# Doveri inderogabili
I doveri inderogabili  sono una categoria di obblighi, previsti dalla Costituzione italiana, al cui adempimento nessun soggetto può sottrarsi. Tali obblighi sono di natura politica, economica e sociale.
Esempi di doveri : 
- la solidarietà politica, economica e sociale, relativamente ai diritti inviolabili dell'uomo [2].
- la difesa della patria[3],
- il dovere di contribuire, in rapporto alla propria capacità contributiva, alle spese dello Stato[4]
- la fedeltà allo stato.[5][1]
- concorrere al progresso materiale e spirituale della società.

Tale categoria di doveri è un elemento portante dello Stato sociale, in quanto spinge l'individuo ad avere la responsabilità di una comunità uscendo da visioni individualistiche.